# Dyschirus criddlei
Dyschirus criddlei är en skalbaggsart som beskrevs av Henry Clinton Fall. Dyschirus criddlei ingår i släktet Dyschirus och familjen jordlöpare. Inga underarter finns listade i Catalogue of Life.